# Archivo Histórico del Hospital de la Santa Cruz y San Pablo

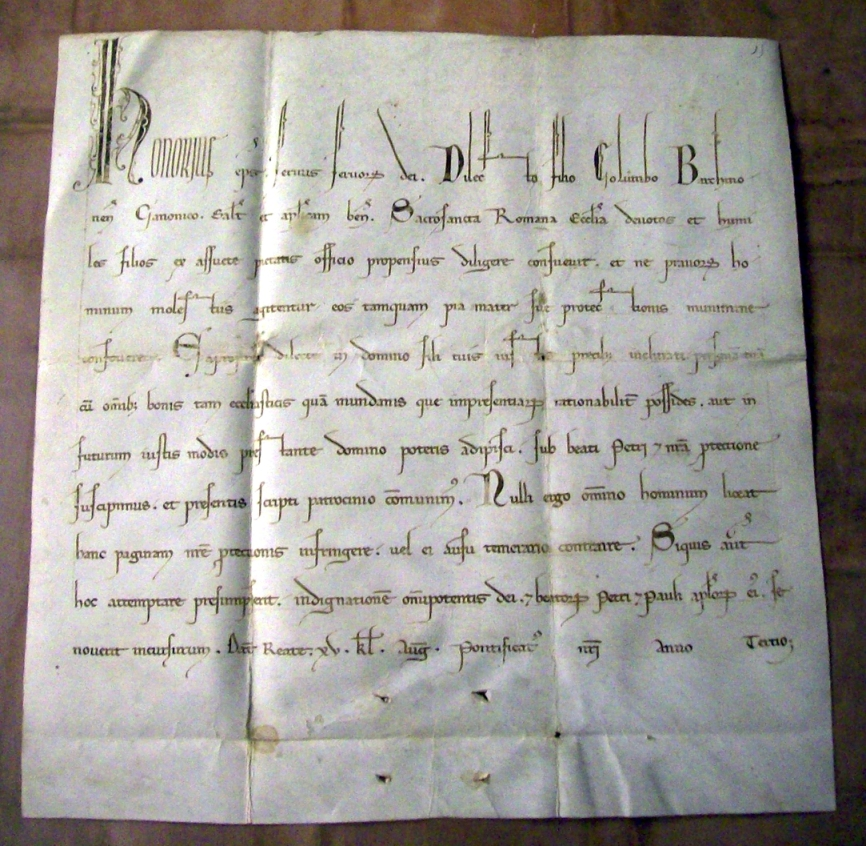
Salvaguarda del Papa Honorio III de protección al Hospital del Canónigo Colom, uno de los predecesores del Hospital de la Santa Cruz. Se trata del documento más antiguo conservado en el Archivo (1219).

El Archivo Histórico del Hospital de la Santa Cruz y San Pablo (en catalán y oficialmente, Arxiu Històric de l'Hospital de la Santa Creu i Sant Pau, AHSCP) es el conjunto documental histórico del hospital del mismo nombre. Como tal, se encarga de la gestión y conservación de la documentación histórica conservada en el Hospital de la Santa Cruz y San Pablo, pero también participa de la gestión, durante su fase semiactiva, de la documentación administrativa generada al hospital.

## Historia

### Antecedentes
La Hospital de la Santa Cruz se forma en 1401 con la unión de seis hospitales existentes en la ciudad de Barcelona, pero el cargo de archivero no aparece en sus “Ordinacions” hasta el año 1756. En estas “Ordinacions” ya se especifican sus funciones y obligaciones, entre las que destacan, por ejemplo, tener la llave del Archivo, anotar en los libros todas las entradas, o pasar las cuentas al procurador. El cargo se mantiene, casi sin modificaciones en sus funciones, hasta finales del siglo XIX.
Con el cambio de siglo y la clara insuficiencia del antiguo hospital para cubrir las necesidades de Barcelona, se impulsa la construcción de uno nuevo, que acaba siendo el sucesor: el Hospital de la Santa Cruz y San Pablo. Entre 1911 y 1929, los fondos documentales de Santa Cruz se trasladan a su nueva ubicación junto con el resto del Hospital, excepto una parte, que es adquirida el 1919 por la Mancomunidad de Cataluña y cedida en la Biblioteca de la Instituto de Estudios Catalanes. Esta documentación será posteriormente cedida en propiedad a la Biblioteca de Cataluña, donde se conserva todavía, separada del resto del fondo del Hospital de la Santa Cruz.
En 1929, concluido el traslado al nuevo hospital modernista, se habilita un espacio en el ala izquierda del Pabellón de la Administración para conservar toda la documentación. No se trata de un archivo propiamente, sino sencillamente de un lugar donde reunir toda la documentación que durante los años que se prolongó el traslado se había ido colocando desorganizadamente en cualquier espacio disponible y había acabado repartida arbitrariamente en multitud de emplazamientos dentro del nuevo recinto.

### Archivo del hospital
A partir de la década de 1960, la administración del hospital se empieza a preocupar por el estado de su documentación, y expone varias veces la necesidad de nombrar un archivero que ponga orden y haga un inventario del patrimonio documental del hospital.
Finalmente, en 1967 se contrata Carmen Larrucea, una especialista del Cuerpo Facultativo de Archiveros, Bibliotecarios y Arqueólogos, con la tarea de centralizar, ordenar y catalogar la documentación histórica; y se la pone al cargo del Archivo, que a la vez se constituye como un Departamento más dentro de la organización del hospital. A partir de este momento, el Archivo se somete a una ordenación y catalogación sistemáticas, al tiempo que se abre por primera vez a investigadores y estudiosos.
A partir de 1972, además de la documentación histórica, el Archivo pasa también a hacerse cargo de la documentación administrativa, de gerencia y de los servicios médicos. En 1986, el Archivo del Hospital de la Santa Cruz y San Pablo pasa a ocupar su emplazamiento definitivo a los pisos superiores del Pabellón de la Administración, donde dispone de dos salas: una sala para exposiciones y material histórico-artístico, y una sala de trabajo e investigación; además del despacho de la dirección y siete depósitos distribuidos en diferentes pabellones del hospital.

### Archivo histórico
En 1991, en el marco del proceso iniciado para el reconocimiento del recinto del Hospital de San Pablo como Patrimonio de la Humanidad, la UNESCO inaugura oficialmente el Archivo. Paralelamente, este deja de encargarse directamente de la documentación administrativa de la que era responsable desde 1972, y así, cuando finalmente en 1997 se declara el Hospital como Patrimonio de la Humanidad, ya se denomina Archivo Histórico y funciona como tal. Actualmente está a cargo de la archivera Pilar Salmeron.

## La Sede
El Archivo Histórico se encuentra en el Pabellón de la Administración del Hospital de San Pablo, en la calle de San Antonio María Claret de Barcelona, en unos espacios que ya ocupó desde 1986.
En septiembre de 2009, las obras de rehabilitación del recinto modernista del hospital obligan a trasladar el Archivo y sus fondos a una ubicación provisional. Se trata de unos espacios cedidos por el Capítulo Catedralicio de Barcelona, en la calle San Severo, donde dispone de una sala de consulta/oficina y dos salas de depósito. El Archivo ocupa estos espacios hasta noviembre de 2013, cuando finalmente vuelve a instalarse, ahora ya definitivamente, en el Pabellón de la Administración, dentro del recinto modernista rehabilitado.
Actualmente el Archivo Histórico ocupa la 4.ª planta del ala de poniente del Pabellón de la Administración, totalmente reformada y habilitada, y cuenta con sala de consulta, sala de trabajo y oficina. Por otra parte, toda la documentación se ha depositado en un espacio climatizado que cuenta con todas las medidas de seguridad, dentro del mismo recinto.

## Fondos

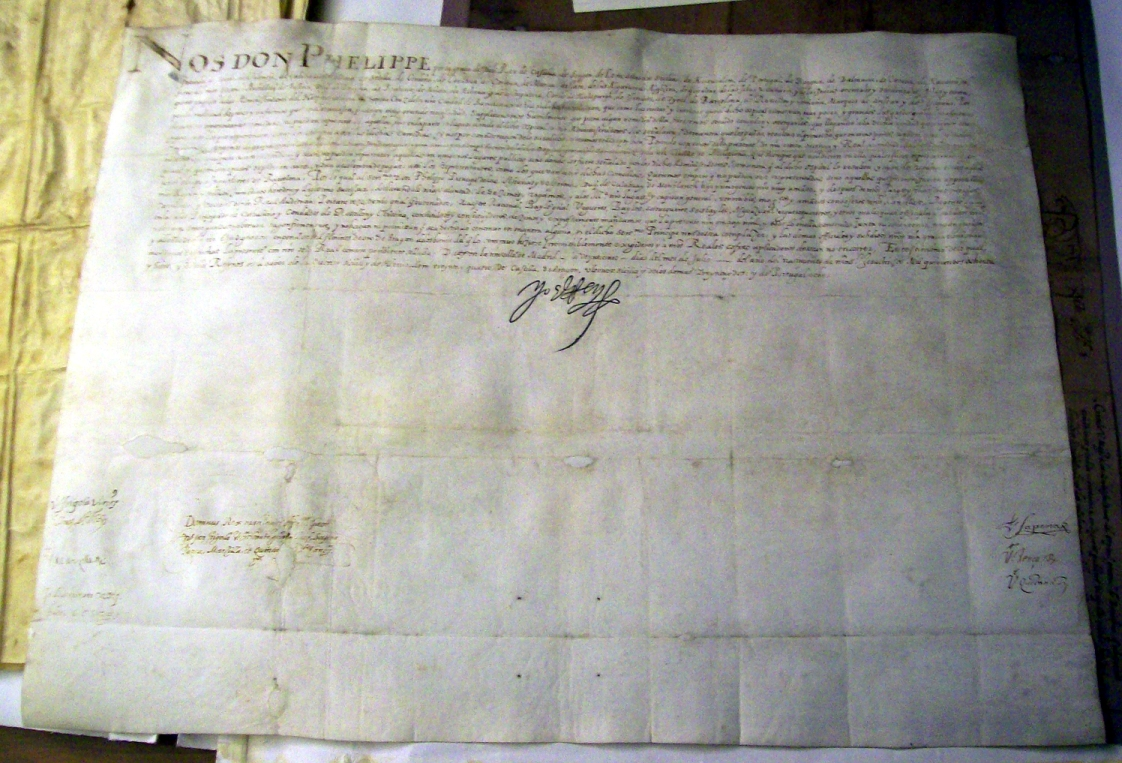
Privilegio de Felipe II concediendo a los Administradores del Hospital de la Santa Cruz la exclusividad de las representaciones teatrales en la ciudad de Barcelona (1587).

El fondo del Archivo se divide siguiendo la trayectoria de la institución, entre la documentación del antiguo Hospital de la Santa Cruz y la del Hospital de la Santa Cruz y San Pablo propiamente. Además, el archivo también cuenta con unos importantes fondo fotográfico y artístico.
Hospital de la Santa Cruz (1401-1929)
- - Antiguos Hospitales
    - Legajos (20)
    - Libros (184)
    - Pergaminos (550)

  - Hospital de la Santa Cruz
    - Legajos (773)
    - Libros (1.203)
    - Pergaminos (4.876)
    - Carteles (300)

  - Casa de Convalecencia de Santa Cruz
    - Legajos (68)
    - Libros (143)
    - Pergaminos (1.114)

  - Real Colegio de Cirugía
    - Legajos (5)
- Hospital de la Santa Cruz y San Pablo (desde 1930)
  - Hospital de la Santa Cruz y San Pablo
    - Legajos (457)
    - Libros (281)
    - Carteles (130)
    - Planos (2.800)

  - Casa de Convalecencia de la Santa Cruz y San Pablo
    - Legajos (19)
    - Libros (39)
- Fondo fotográfico
  - Positivos (7.500)
  - Negativos (6.000)
  - Placas de vidrio (147)
- Fondo artístico, donde se cuentan cerámicas, esculturas, lámparas, muebles y pinturas de los siglos XVIII, XIX y XX.

Hay que hacer notar que esta descripción no incluye la parte del fondo del Hospital de la Santa Cruz que se encuentra depositada en la Biblioteca de Cataluña, a pesar de que actualmente se está procediendo a una catalogación unitaria de la totalidad del fondo (véase Servicios).

## Servicios
El Archivo Histórico de San Pablo ofrece los siguientes servicios a sus usuarios:
- Información oral y escrita sobre su fondo.
- Acceso en una biblioteca auxiliar científica para investigadores y personal de la institución, formada por unos 25.000 volúmenes (biblioteca médica).
- Sala de exposición de documentos seleccionados, con temas históricos y artísticos. Posibilidad de visitas de grupo concertadas y acompañadas de un guía especializado.
- Reprografía al servicio de la investigación.

Actualmente, y a raíz de un convenio de colaboración firmado con la Biblioteca de Cataluña en 2006, se está elaborando una descripción conjunta de la totalidad del fondo del Hospital de la Santa Cruz, repartido entre las dos instituciones, que desde 2007 es accesible desde la web de la Biblioteca de Cataluña.